# Länsrätten i Västmanlands län
Länsrätten i Västmanlands län var en länsrätt vars domkrets omfattade Västmanlands län. Kansliort var Västerås. Länsrätten i Västmanlands län låg under Kammarrätten i Stockholm.

## Domkrets
Eftersom Länsrättens i Västmanlands län domkrets bestod av Västmanlands län, omfattade den Arboga, Fagersta, Halstahammars, Kungsörs, Köpings, Norbergs, Sala, Skinnskattebergs, Surahammars och Västerås kommuner. Beslut av kommunala myndigheter i dessa kommuner överklagades som regel till Länsrätten i Västmanlands län. Mål om offentlighet och sekretess överklagades dock direkt till Kammarrätten i Stockholm.
Västmanlands län hör från den 15 februari 2010 till domkretsen för Förvaltningsrätten i Uppsala. Länsrätten i Västmanlands län upphörde vid den tidpunkten som domstol.